# Corrano
Corrano (en idioma corso Currà) es una comuna francesa del departamento de Córcega del Sur, en la colectividad territorial de Córcega.

## Demografía
| abs. | 231 | 279 | 254 | 290 | 263 | 281 | 312 | 313 | 326 | 360 | 357 | 357 | 339 | 464 | 366 | 402 | 531 | 521 | 526 | 538 | 507 | 511 | 505 | 516 | 301 | 210 | 135 | 124 | 99 | 78 | 60 | 71 | 84 | 78 |
| Para los censos de 1962 a 1999 la población legal corresponde a la población sin duplicidades (Fuente: INSEE [Consultar]) |     |     |     |     |     |     |     |     |     |     |     |     |     |     |     |     |     |     |     |     |     |     |     |     |     |     |     |     |    |    |    |    |    |    |